# Montague Place
Montague Place est une voie de la ville de Londres, Royaume-Uni. 

## Situation et accès
Elle se situe au sud du quartier de Bloomsbury, dans le Borough londonien de Camden. 
Longue de 230 mètres, elle commence à Russell Square et finit à Gower Street et Bedford Square.
Le quartier est desservi par la ligne  Piccadilly, à la station Russell Square, et par la ligne  Central, à la station Tottenham Court Road.

## Origine du nom
La rue évoque la mémoire du 1er duc de Montagu (1638-1709), Ralph Montagu, qui y avait fait construire vers 1675 Montague House sur un emplacement aujourd’hui occupé par le British Museum. 

## Historique

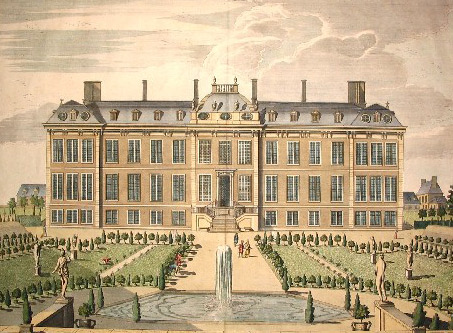
Montague House vers 1715.

Montague House, « une des plus belles maisons de Londres », est détruite par un incendie en 1686, reconstruite puis rachetée en 1754 par le British Museum pour y abriter ses collections,.

## Bâtiments remarquables et lieux de mémoire

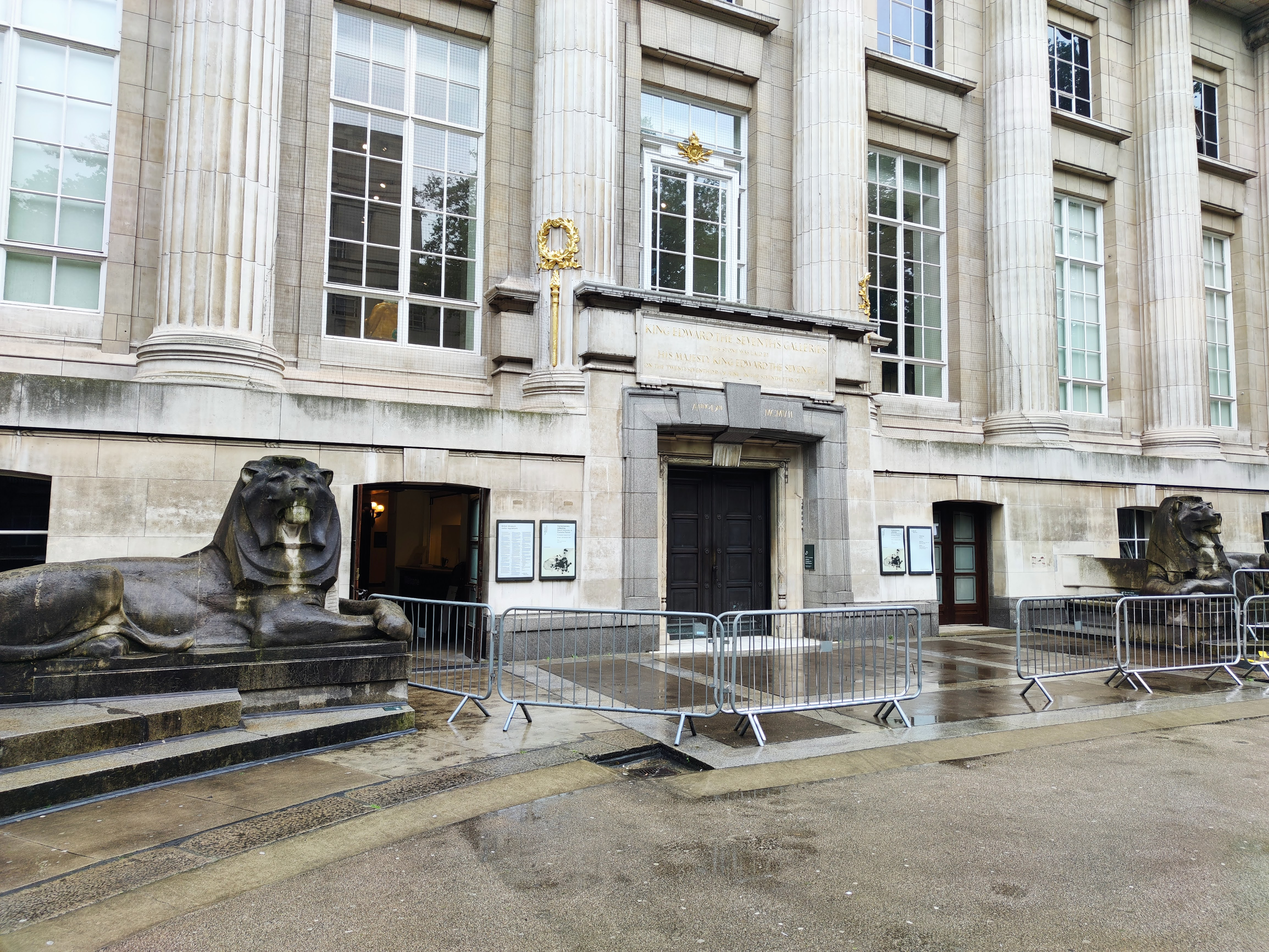
Entrée du musée.

- Entrée du British Museum